# 池田政言
池田 政言（いけだ まさこと）は、江戸時代前期の大名。備中鴨方藩の初代藩主。

## 略歴
備前岡山藩主・池田光政の次男で庶子として誕生した。
慶安2年（1649年）、池田政信(岡山藩家老)の養嗣子となる。寛文12年（1672年）、父・光政の隠居と兄・綱政の藩主就任により、2万5,000石を分与されて支藩である鴨方藩を立藩した。藩政においては文武両道で和歌に優れ、道徳ある善政を敷いたと、父の光政と同じく名君として高く評価されている。
元禄13年（1700年）8月19日、56歳で死去した。跡は長男の政倚が継いだ。
『土芥寇讎記』では個人も統治状況も高く評価され、特に同書で悪く言われている兄の綱政と比較された上で高評価されている。

## 系譜
- 父：池田光政（1609年 - 1682年）
- 母：水野勝之進（讃岐国丸亀藩士）の娘 - 側室
- 養父：池田政信（1630年 - 1649年）
- 正室：番氏朋の娘
- 側室：浦上氏
  - 長男：池田政倚（1669 - 1747年）
- 生母不明の子女
  - 女子：山内豊清正室
  - 女子：土倉一涂室